# Луизиана (музей)
«Луизиана» (дат. Louisiana) — датский музей современного искусства, расположенный в Хумлебеке на берегу Эресунна, в 35 км к северу от Копенгагена. Музей был открыт 14 августа 1958 года, и его ежегодно посещают около 600 000 человек. Он входит в число самых посещаемых музеев Дании и входит в десятку самых посещаемых туристических достопримечательностей.
Музей имеет обширную постоянную коллекцию современного и современного искусства со Второй мировой войны и до наших дней. Кроме того, постоянно проводит выставочные мероприятия. Музей также признан вехой в современной датской архитектуре и известен как синтез искусства, архитектуры и ландшафта.
Музей включен в книгу Патриции Шульц «1000 мест, которые стоит посетить».

## История
Название музея происходит от названия поместья, заложенного в 1855 году придворным егерем Александром Бруном, и названным так в честь трёх его жён, каждую из которых звали Луиза. Музей был основан в 1958 году Кнудом В. Йенсеном (дат. Knud W. Jensen), который приобрел виллу с целью создания музея современного искусства. Он был директором музея до 1991 года.
Кнудом В. Йенсен связался с архитекторами Вильгельмом Волертом и Йоргеном Бо, которые провели несколько месяцев, прогуливаясь вокруг здания, прежде чем решить, как новое строительство будет лучше всего вписываться в ландшафт. Результатом этого исследования стала первая версия музея, состоящая из трех зданий, соединенных стеклянными коридорами. Музей перестраивался в 1966, 1971, 1976, 1982, 1991, 1994 и 1998 годах.
«Луизиана» занимает площадь 11,5 тыс. м², из которых 7500 м² используются для выставочных целей.
В конце ноября 2012 года Музей современного искусства Луизианы запустил Louisiana Channel, веб-телеканал, способствующий развитию музея как культурной платформы.
В 2013 году музыкальный отдел музея запустил веб-страницу Louisiana Music, посвященную музыкальным видео, созданным музеем в сотрудничестве со всемирно известными музыкантами.
Луизиана является частным музеем, который получает государственное финансирование. Однако, основные финансовые расходы покрываются за счет доходов от деятельности музея, взносов партнеров и спонсорской поддержки, а также за счет различных фондов. Одними из спонсоров являются концерн Ауди, компания Republic of FRITZ HANSEN и Швейцарский банк UBS.

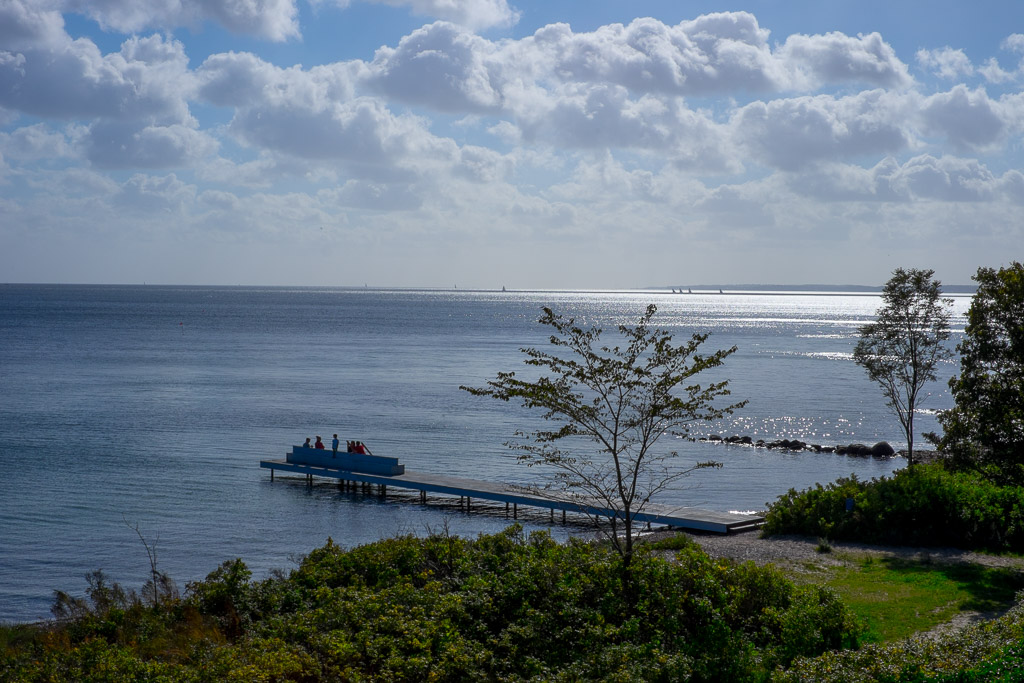
Вид на море с сада скульптур

## Коллекция

### Современное искусство
Музей содержит обширную коллекцию живописи и скульптуры со времен Второй мировой войны по наши дни, включая произведения таких авторов как Рой Лихтенштейн, Энди Уорхол, Ансельм Кифер, Альберто Джакометти, Пабло Пикассо, Ив Кляйн, Роберт Раушенберг, Асгер Йорн, Фрэнсис Бэкон, Макс Эрнст, работы русских авангардистов.

### Коллекция Вессель Багге
Помимо коллекции современного искусства, в Луизиане также представлена коллекция доколумбового искусства. Коллекция, состоящая из более чем 400 предметов, была пожертвована Фондом Весселя Багге в 2001 году. Это личная коллекция, оставленная Нильсом Весселем Багге, датским танцором, хореографом и коллекционером из Калифорнии, который умер в 1990 году.

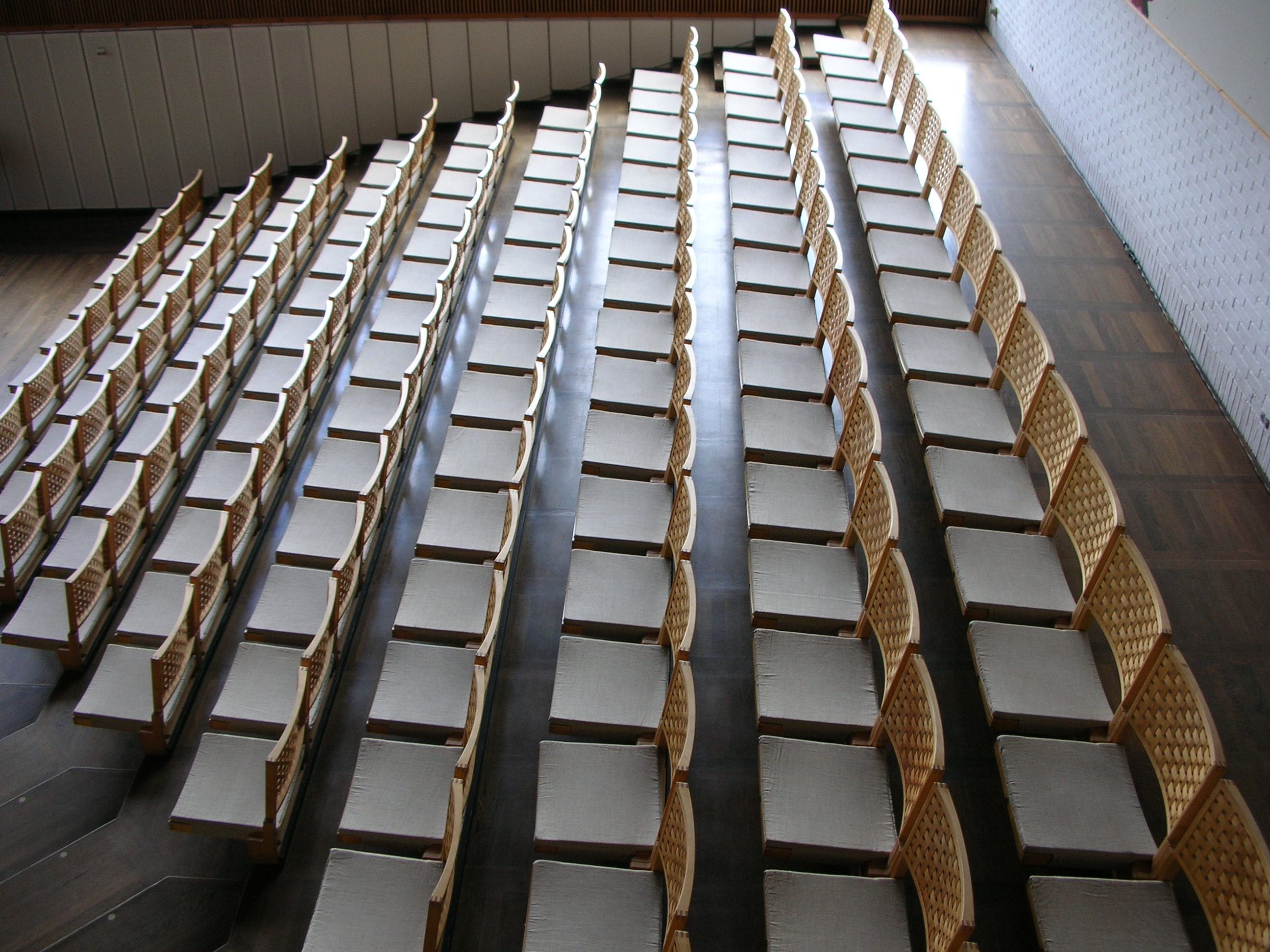
Концертный зал

## Концертный зал
Концертный зал был построен в 1976 году при Западном крыле, которое было построено в 1966 и 1971 годах. Его акустика подходит для камерной музыки, но он также используется для других музыкальных жанров и для широкого спектра иных мероприятий, таких как дебаты, лекции и симпозиумы. Стулья спроектированы Poul Kjærholm, а задняя стена украшена картинами, созданными для зала Сэмом Фрэнсисом.
В 2007 году начался проект по производству концертных съемок и музыкальных клипов в постановке Стефана Обе. Все фильмы можно посмотреть бесплатно на музыкальном сайте Louisiana.

## Сад скульптур
Территория вокруг музея представляет собой ландшафтный сад скульптур. Он содержит работы таких скульпторов, как Жан Арп, Макс Эрнст, Макс Билль, Александр Колдер, Анри Лорен, Луиза Буржуа, Жоан Миро и Генри Мур. Скульптуры размещены либо так, что их можно увидеть изнутри, в специальных скульптурных дворах, либо независимо в саду, образуя синтез с газоном, деревьями и морем. Есть также работы сайт-специфическое искусства таких художников, как Энцо Кукки, Дани Караван и Джордж Тракас.

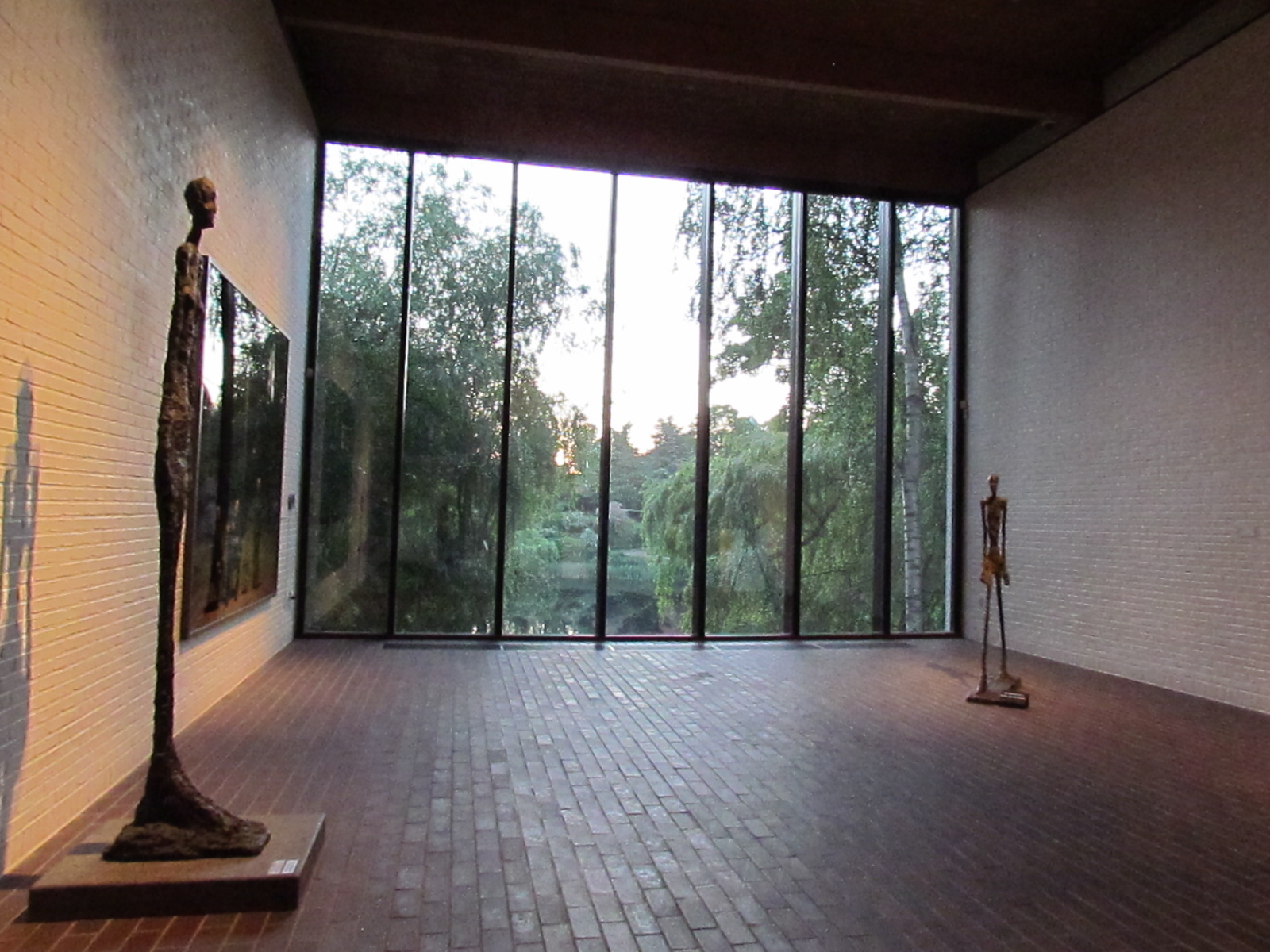
Комната в Луизиане со скульптурами Альберто Джакометти

## Литературный фестиваль Луизианы
Литературный фестиваль Луизианы — это ежегодный фестиваль, который проходит в Музее современного искусства Луизианы. Запущенный в 2010 году фестиваль каждый год представляет около сорока писателей со всего мира. Они выступают на сценах в музее и в парке скульптур. Фестиваль привлекает более 10 000 человек каждый год.

## Расположение
Музей расположен на побережье Эресунн в северной части Зеландии, примерно в 30 км (19 миль) к северу от центра Копенгагена и в 10 км (6 миль) к югу от Хельсингёра. От регионального железнодорожного вокзала в Хумлебеке до музея 10-15 минут ходьбы.